# 奥绍博
奥绍博位于尼日利亚西南部，是奥孙州的首府。建于17世纪。